# Yoldani Silva
Yoldani Silva es un deportista venezolano que compitió en atletismo adaptado. Ganó una medalla de plata en los Juegos Paralímpicos de Pekín 2008 en la prueba de 4 × 100 m (clase T11-13).

## Palmarés internacional
| Juegos Paralímpicos | Juegos Paralímpicos | Juegos Paralímpicos | Juegos Paralímpicos |
| Año                 | Lugar               | Medalla             | Prueba              |
| ------------------- | ------------------- | ------------------- | ------------------- |
| 2008                | Pekín (China)       | Medalla de plata    | 4 × 100 m T11-13    |